# سیارک ۳۵۷۱
سیارک ۳۵۷۱ (به انگلیسی: 3571 Milanstefanik، نامگذاری:1982EJ) سه هزار و پانصد و هفتاد و یکمین سیارک کشف شده‌است که در ۱۵ مارس ۱۹۸۲ کشف شد.
قدر مطلق سیارک برابر ۱۱٫۱۰ است.